# Rafael Cabrisas i Palau
Rafael Cabrisas i Palau (Cadaqués, Alt Empordà, 8 d'octubre de 1888 - 29 d'abril de 1950) fou un instrumentista i compositor de sardanes.
Només va rebre lliçons del seu pare i va adoptar una tendència autodidàctica, interpretant piano, clarinet i contrabaix, i conreant també la composició. Ell si que va exercir l'ensenyança musical i pels volts dels anys 40 comptava amb un historial destacable a la seva vila nadiua, quasi sempre practicat desinteressadament, un dels seus alumnes fou en Joan Puig i Fornis. Una de les seves sardanes: Cap de Creus, s'ha mantingut constant en les programacions.
Era fill de Sebastià Cabrisas Deulovol, pastisser, i d'Anna Palau Riberas, ambdós de Cadaqués. Es va casar amb Catalina Gironés Macau (1889 – 1956), de Cadaqués, i el matrimoni va tenir quatre fills: Francesca, Anita traspassada essent infant, Sebastià i Anita.
Algunes de les seves sardanes són:
- Cap de Creus,
- Illa de Messina,
- La meva Agneta,
- Posta desol,
- L'hort d'en Sanes,
- El peu-pulidó,
- Margarindoia,
- L'últim amor,
- Plou i fa sol,
- Tot menjant blat de moro,
- Cala torta.